# Rundfunkjahr 1981

1981: MTV geht auf Sendung

Liste der Rundfunkjahre

◄◄ | ◄ | 1977 | 1978 | 1979 | 1980 | Rundfunkjahr 1981 | 1982 | 1983 | 1984 | 1985 | ► | ►►

Weitere Ereignisse

## Allgemein
- 13. Januar – Einführung von Farbfernsehen in Israel.
- 16. Juni – Das bundesdeutsche Bundesverfassungsgericht verkündet das 3. Rundfunk-Urteil. Es legt die Grundlagen zur dualen Rundfunkordnung in Deutschland.
- 12. Oktober – Abschluss des Film/Fernsehabkommens zwischen dem Österreichischen Filminstitut und dem ORF.
- 31. Dezember – Offizieller Start des Farbfernsehens in der Türkei.

## Hörfunk
- 1. Januar – Umfassende Neustrukturierung der WDR-Hörfunkprogramme zugunsten von detaillierten regionalen Informationssendungen.
- 1. März – Das öffentlich-rechtliche Schweizer Radio DRS beginnt mit der Ausstrahlung des DRS-Nachklub auf DRS 1 und DRS 2.
- 25. April – In einem von Rudolf Nagiller geführten Interview für die Ö1-Reihe Im Journal zu Gast zieht der politische Lobbyist und später als sechsfacher Mörder verurteilte Udo Proksch auf die Frage, ob er ständig bewaffnet sei, zu „Demonstrationszwecken“ plötzlich eine Pistole.
- 9. Mai – Auf Ö1 ist die von Götz Fritsch erstellte Hörspielfassung des Theaterstücks Astoria von Jura Soyfer zu hören. Die Musik stammt von der Politrockgruppe Schmetterlinge, die einzelnen Rollen werden von bekannten österreichischen Schauspielern wie Jaromir Borek, Axel Corti oder Emmy Werner gesprochen.[1]
- 1. November – Udo Huber ist zum ersten Mal als Moderator der Ö3-Hitparade Hit wähl mit zu hören.
- 12. Dezember – In Paris wird die NRJ Group gegründet, das größte private Radionetzwerk Europas.

## Fernsehen

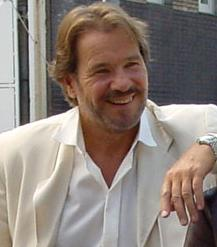
Götz George ist erstmals in der Rolle des Tatort-Kommissars Horst Schimanski zu sehen

- Thomas Gottschalk wechselt vom Hörfunk ins Fernsehen. 1981 ist er zum ersten Mal als Moderator der SWR-Sendung Telespiele zu sehen.
- 1. Januar – Das Gemeinschaftsprogramm der ARD (Deutsches Fernsehen) und das ZDF starten ein gemeinsames Vormittagsprogramm.
- 3. Januar – Die 9-teilige Miniserie Ein zauberhaftes Biest hat im ZDF Premiere.
- 4. Januar – Die kanadische Serie Matt und Jenny hat Premiere im Deutschen Fernsehen.
- 5. Januar – Die BBC beginnt mit der Ausstrahlung der Fernsehfassung von Per Anhalter durch die Galaxis.
- 12. Januar – In den USA hat die Fernsehserie Der Denver-Clan Premiere. Sie wird von ABC in Konkurrenz zur äußerst erfolgreichen CBS-Serie Dallas produziert. Angesiedelt in Colorado, hat auch Der Denver-Clan eine durch das Ölgeschäft reich gewordene Familie zum Thema.
- 14. Januar – Im Deutschen Fernsehen kommt die Computer-Spielshow für Kinder Alpha 5.
- 16. Januar – FS1, das erste Fernsehprogramm des ORF, beginnt mit der Ausstrahlung der Kinder- und Jugendserie Die Bären sind los.
- 17. Januar – Bei den dritten Fernsehprogrammen des NDR ist die US-Sitcomserie Soap – Trautes Heim zu sehen.
- 18. Januar – Im  ZDF hat die 7-teilige Dokumentationsreihe Faszinierendes Weltall Premiere.
- 30. Januar – Im ZDF startet erstmals Tegtmeier klärt auf!.
- 31. Januar – Bei der Vergabe der 38. Golden Globes in Los Angeles werden die Fernsehserien Taxi und Shogun ausgezeichnet.
- 6. Februar – Im ZDF startet die Fernsehserie Meisterszenen der Klamotte.
- 7. Februar – Die ARD strahlt die erste von 12 Astro Shows aus.
- 14. Februar – Die Samstagabendshow Wetten, dass..? moderiert von Frank Elstner hat Premiere. Die erste Ausgabe, die live aus Düsseldorf ausgestrahlt wird, ist im gesamten deutschsprachigen Raum inklusive Südtirol zu sehen.
- 16. Februar – Das vom Childrens Television Network (USA) adaptierte Wissenschaftsmagazin für Jugendliche 3-2-1 Kompass (Alternativtitel: „Ein Lexikon mit Bildern und Berichten“) ist erstmals im ZDF zu sehen.
- 23. Februar – Der ORF strahlt die erste Folge der Tiervergabesendung Wer will mich? mit der ehemaligen Schauspielerin Edith Klinger aus. Die Sendung mit der stets im Dirndl auftretenden Klinger wird über viele Jahre zum festen Bestandteil des Nachmittagsprogramms und wird zur prägenden Erinnerung vieler Fernsehzuseher.
- 5. März – Die zunächst noch reine ORF-Sendung Musikantenstadl hat Premiere. Die Aufzeichnung der ersten Ausgabe findet im oberösterreichischen Enns statt und wird von Karl Moik moderiert, der bis 2005 das „Gesicht“ des „Stadl“ bleibt.
- 24. März – Das Wissensmagazin für Kinder Löwenzahn ist erstmals im ZDF zu sehen.
- 30. März – Die kurzlebige Musikshow Musicbox mit Désirée Nosbusch ist erstmals im ZDF zu sehen.
- 19. April – Der russische Fernsehfilm Weißer Bim, Schwarzes Ohr ist erstmals beim ZDF zu sehen.
- 3. Mai – Die französische Sängerin und Schauspielerin Vanessa Paradis hat in der Musiksendung L'École Des Fans ihren ersten Fernsehauftritt. Dabei trägt die 9-jährige einen Titel des Chansonniers Philippe Chatel vor.
- 16. Mai – Karlheinz Böhm formuliert in der ZDF-Sendung Wetten, dass..? gegenüber Frank Elstner seine Wette, die zur Gründung der Hilfsorganisation Menschen für Menschen führen wird.
- 1. Juni – Erste Versuche mit Teletext von ARD und ZDF
- 28. Juni – Im Deutschen Fernsehen ist zum ersten Mal Götz George in der Rolle des Tatortkommissars Horst Schimanski zu sehen.
- 30. Juni – Die Serie Dallas ist zum ersten Mal im deutschsprachigen Fernsehen zu sehen.

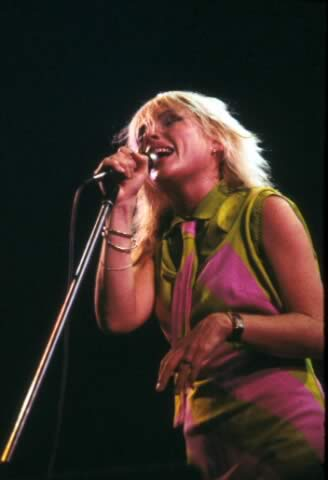
Debbie Harry von Blondie wird zu einem der ersten Stars des jungen Musiksenders MTV

- 1. August – Im New Yorker Kabelnetz feiert MTV, der erste reine Musiksender im Fernsehen, seine Sendepremiere. Zu den am ersten Sendetag ausgestrahlten Musikvideos zählen unter anderen Video Killed the Radio Star von den Buggles, Brass in the Pocket von den Pretenders, Wrathchild von Iron Maiden, Sailing von Rod Stewart, A Message To You Rudy von The Specials, In the Air Tonight von Phil Collins, Tusk von Fleetwood Mac und Heart of Glass von Blondie. Auffällig dabei ist der ungewöhnlich hohe Anteil von britischen Bands und Interpreten, so dass man in den USA (bezugnehmend auf die erste Amerika-Tournee der Beatles in den 1960er Jahren) von einer „second british invasion“ spricht.
- 29. August – Die 52-teilige Zeichentrickserie aus Japan Die wunderbare Reise des Nils Holgersson mit den Wildgänsen ist im Deutschen Fernsehen zu sehen.
- 11. September – Start der Krimireihe Ein Fall für zwei. In der Rolle des Expolizisten und Privatdetektivs Josef Matula ist Claus Theo Gärtner zu sehen, sein erster Partner in der Rolle des Rechtsanwalts Dr. Dieter Renz ist Günter Strack.
- 12. September – Im ZDF ist erstmals Boomer, der Streuner zu sehen.
- 4. Oktober – Die 13-teilige tschechische Jugendserie Die Märchenbraut ist zum ersten Mal im Deutschen Fernsehen zu sehen.
- 12. Oktober – Das Gemeinschaftsprogramm der ARD (Deutsches Fernsehen) strahlt die erste Ausgabe von Rudis Tagesshow, eine Persiflage auf die Tagesschau, moderiert von Rudi Carrell aus.
- 17. Oktober – Bei einer Liveausstrahlung der ZDF und ORF koproduzierten Reihe Musik ist Trumpf bricht Moderator Harald Juhnke aufgrund seines Alkoholproblems auf offener Bühne zusammen. Die Reihe wird daraufhin eingestellt.
- 27. Oktober – Erstmals ist die deutsche Geschichtenserie Die Laurents im Gemeinschaftsprogramm der ARD (Deutschen Fernsehen) zu sehen.
- 8. November – Die 6-teilige Reihe Aus meiner Aktenmappe mit Peter von Zahn ist erstmals im ZDF zu sehen.
- 14. November – Die deutsche Fernsehserie Die Knapp-Familie wird erstmals im Deutschen Fernsehen gesendet.
- 16. November – Im Deutschen Fernsehen startet erstmals die vom BR produzierte Fernsehserie  Der Gerichtsvollzieher.
- 22. November – Das ZDF startet die Unterhaltungsserie  Das Traumschiff. Die erste Reise des Kreuzfahrtschiffs führt auf die Bahamas.
- 29. November – Im ZDF ist der erste Teil des Abenteuervierteilers Wettlauf nach Bombay zu sehen.
- 4. Dezember – US-Premiere der Primetimesoap Falcon Crest.
- 25. Dezember – Das ZDF zeigt den ersten Teil der Weihnachtsserie Silas.

## Geboren
- 05. Juni – Jade Goody, britischer Reality-TV-Star, wird in Southwark geboren († 2009).
- 04. August – Florian Silbereisen, deutscher Fernsehmoderator und volkstümlicher Musiker, wird in Tiefenbach bei Passau geboren.
- 27. September – Mirjam Weichselbraun, österreichische Fernsehmoderatorin und Schauspielerin, wird in Innsbruck geboren.
- 18. Oktober – Catherine Vogel, deutsche Fernseh- und Radiomoderatorin, wird in Wuppertal geboren.

## Gestorben
- 20. März – Edith Schultze-Westrum, deutsche Schauspielerin, stirbt 76-jährig in München. Sie spielte in zahlreichen Fernsehfilmen und -serien seit den 1950er Jahren mit.
- 26. April – Jim Davis, US-amerikanischer Schauspieler stirbt 71-jährig in Kalifornien. Davis wurde durch die Rolle des Jock Ewing in der Fernsehserie Dallas weltweit bekannt.
- 9. Mai – Fritz Umgelter, deutscher Regisseur stirbt 58-jährig in Frankfurt am Main. Er drehte u. a. mehrere Fernseh-Mehrteiler wie So weit die Füße tragen und Am grünen Strand der Spree.
- 26. Juni – Rosl Mayr, bayerische Volksschauspielerin stirbt 84-jährig in München. Sie wurde durch unzählige Rollen in diversen Fernsehserien und Kinofilmen bekannt.
- 30. Juni – Eduard Marks, deutscher Schauspieler, Schauspiellehrer und Hörspielsprecher stirbt 79-jährig in Hamburg.
- 21. September – Nigel Patrick, britischer Schauspieler stirbt 68-jährig in London. Er wurde u. a. als Hauptdarsteller der Fernsehserie Kennziffer 01 bekannt.
- 14. Oktober – Elsa Scholten, deutsche Schauspielerin stirbt 79-jährig in Köln. Sie gehörte zu den großen Stars des Millowitsch-Theaters und wurde durch zahlreiche Fernsehübertragungen bundesweit sehr bekannt.
- 9. November – Rolf von Goth, deutscher Schauspieler und Hörspielregisseur stirbt 75-jährig in Berlin. Er produzierte über 200 Hörspiele, vorwiegend für den Sender Freies Berlin.